# Oorgu
Oorgu – wieś w Estonii, w prowincji Viljandi, w gminie Viljandi. Znaczenie nazwy wsi pozostaje niejasne.
W latach 1991-2017 (do reformy administracyjnej gmin Estonii) wieś znajdowała się w gminie Kolga-Jaani.